# 一粟庵
一粟庵为旧时上海名庵之一，与清莲庵、铎庵合称为清代上海“三大名庵”。

## 历史
一粟庵的旧址明代时为徐光启私家花园。康熙七年（1666年）僧人超盫收购了荒废后的徐氏花园并建立一粟庵，同时请上海知县曹垂璨题写庵名。一粟庵以佛教典籍《五灯会元》中“金鸡解衔一粒粟”为其命名。后由知县任辰旦为其增设放生池。康熙五十年（1711年）、乾隆五十年（1785年）、道光十五年（1835年）几度重修。咸丰三年（1853年）小刀会起义时被烧毁，后虽得以重修但影响日衰。光绪三十二年（1908年）上海名士叶佳棠与顾言定收购后建“上海县劝学所”。此后又改为尚文国民小学。中华人民共和国成立后这里曾为南市区中心小学。现为敬业中学分部所在地。
现黄浦区一粟街便以此而得名。